# Écurcey
Écurcey est une commune française située dans le département du Doubs, la région culturelle et historique de Franche-Comté et la région administrative Bourgogne-Franche-Comté.
En patois : Ecueché ou Etieché.

## Géographie

### Toponymie
Escurce en 1180 ; Ehkurzey en 1238 ; Escrucey, Escurel en 1282 ; Escurcey en 1462 ; Escurçay en 1539 ; Ecurcey depuis le XVIIe siècle. Le lieu-dit Côte de Champ Babon est le seul vestige du village disparu de Chamabon : Camabon en 1147 ; Chamabon en 1170 ; Chamabum en 1180 ; Campi Abonis en 1182 ; Champomabon en 1189.

### Climat
Pour des articles plus généraux, voir Climat de la Bourgogne-Franche-Comté et Climat du Doubs.
En 2010, le climat de la commune est de type climat de montagne, selon une étude du Centre national de la recherche scientifique s'appuyant sur une série de données couvrant la période 1971-2000. En 2020, Météo-France publie une typologie des climats de la France métropolitaine dans laquelle la commune est dans une zone de transition entre le climat semi-continental et le climat de montagne et est dans la région climatique  Jura, caractérisée par une forte pluviométrie en toutes saisons (1 000 à 1 500 mm/an), des hivers rigoureux et un ensoleillement médiocre. 
Pour la période 1971-2000, la température annuelle moyenne est de 8,9 °C, avec une amplitude thermique annuelle de 17 °C. Le cumul annuel moyen de précipitations est de 1 132 mm, avec 13,4 jours de précipitations en janvier et 11,1 jours en juillet. Pour la période 1991-2020, la température moyenne annuelle observée sur la station météorologique de Météo-France la plus proche, « Saint-Dizier-L'eveque_sapc », sur la commune de Saint-Dizier-l'Évêque à 13 km à vol d'oiseau, est de 10,1 °C et le cumul annuel moyen de précipitations est de 1 099,4 mm. 
La température maximale relevée sur cette station est de 37 °C, atteinte le 13 août 2003 ; la température minimale est de −17,4 °C, atteinte le 20 décembre 2009,,. 
Les paramètres climatiques de la commune ont été estimés pour le milieu du siècle (2041-2070) selon différents scénarios d'émission de gaz à effet de serre à partir des nouvelles projections climatiques de référence DRIAS-2020. Ils sont consultables sur un site dédié publié par Météo-France en novembre 2022.

## Urbanisme

### Typologie
Au 1er janvier 2024, Écurcey est catégorisée commune rurale à habitat dispersé, selon la nouvelle grille communale de densité à 7 niveaux définie par l'Insee en 2022.
Elle est située hors unité urbaine. Par ailleurs la commune fait partie de l'aire d'attraction de Montbéliard, dont elle est une commune de la couronne,. Cette aire, qui regroupe 137 communes, est catégorisée dans les aires de 50 000 à moins de 200 000 habitants,.

### Occupation des sols
L'occupation des sols de la commune, telle qu'elle ressort de la base de données européenne d’occupation biophysique des sols Corine Land Cover (CLC), est marquée par l'importance des forêts et milieux semi-naturels (49,5 % en 2018), une proportion sensiblement équivalente à celle de 1990 (49,2 %). La répartition détaillée en 2018 est la suivante : 
forêts (49,5 %), prairies (24,7 %), terres arables (20,5 %), cultures permanentes (3,7 %), zones urbanisées (1,6 %). L'évolution de l’occupation des sols de la commune et de ses infrastructures peut être observée sur les différentes représentations cartographiques du territoire : la carte de Cassini (XVIIIe siècle), la carte d'état-major (1820-1866) et les cartes ou photos aériennes de l'IGN pour la période actuelle (1950 à aujourd'hui).

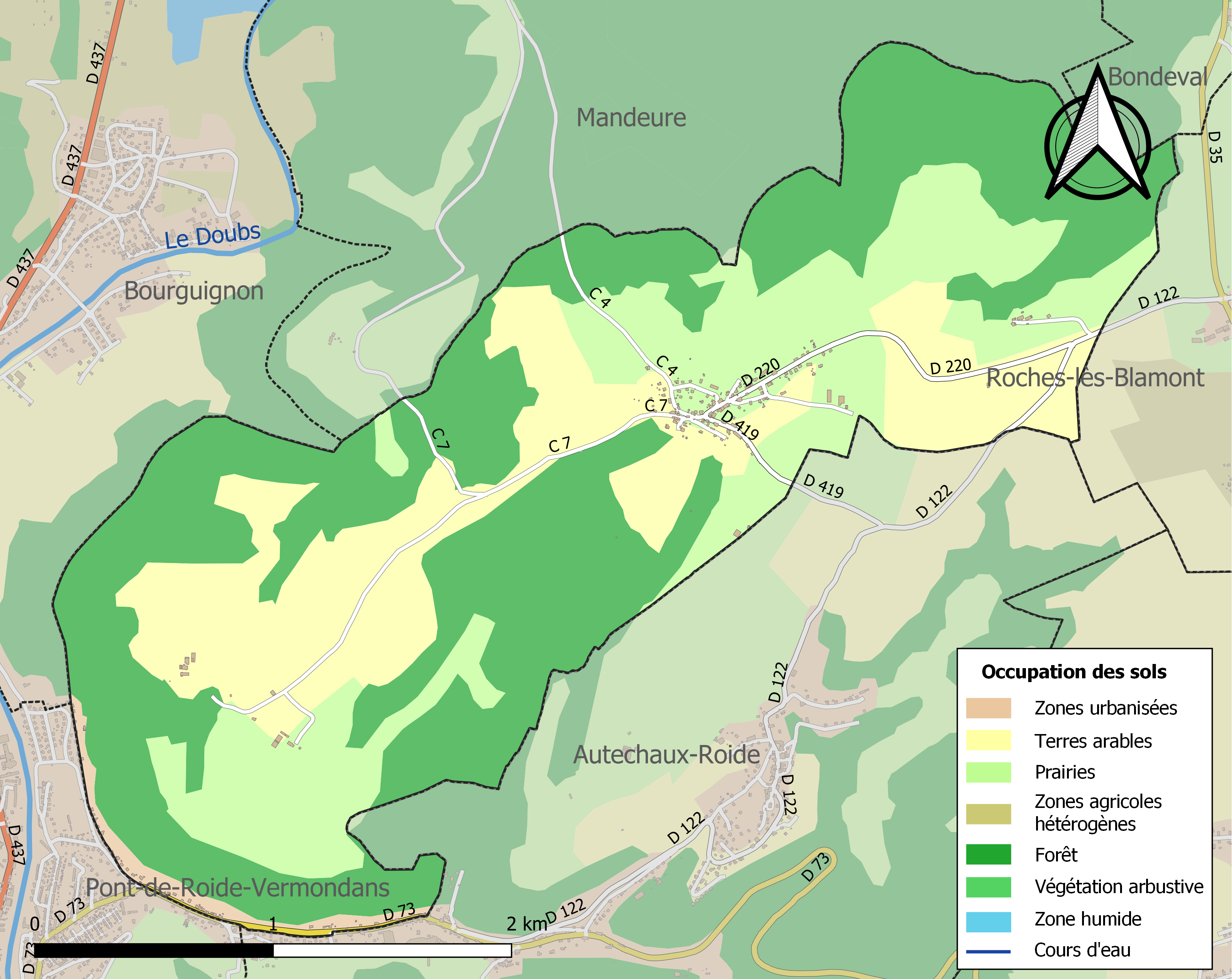
Carte des infrastructures et de l'occupation des sols de la commune en 2018 (CLC).

## Histoire
Le village fut bâti sur une roche impériale surplombant la vallée du Doubs. 
À l’époque ce village servait de champs de cultures aux fermiers des bourgs environnant.
Le village est construit sous la forme architectural la plus basique. En effet il est formé d’une rue principale avec quelques petites artères secondaires. Cette construction rappelle celles de Roches-lès-Blamont, Bondeval ou encore Thulay.
Cette formation facilitait le transport des charrettes pour les agriculteurs. Ainsi leurs champs étaient sur la même portion de route que leur demeure, ce qui rendait le travail moins éreintant pour ces agriculteurs et un trajet plus court pour leurs chevaux de trait.
Le village était situé sur la ligne allemande lors de la Seconde Guerre mondiale. Il fut gravement touché par les aléas de la guerre. Le cimetière comporte de nombreuses pierres tombales frappé par des impacts de balles. Comme la fameuse « Tombe Guidot ». Le clocher de l’église d’une splendeur incommensurable, fut abattu par des obus.
Combat d'Ecurcey le 15 septembre 1944 par le 9ème régiment de Zouaves,l'assaut est donné et la compagnie pénètre dans le village.Maison après maison,abri après abri,les résistances nazies  sont attaquées et détruites,au fusil,à la grenade et bazooka.A 15 heures,le village d' Ecurcey est libre.
Un chemin situé sur le haut du plateau relie le village à une verte forêt d’une densité importante. Autrefois, au bout du chemin, chemin que l’on nommé « le chemin de feu », se trouvaient entreposées en abondance les victuailles que l’on conservait dans du sel pur. À l’époque de la Seconde Guerre mondiale, on y rangeait l’artillerie et les munitions. 
Le village participa activement lors de la Libération. En effet, les Allemands avaient pris position dans la localité. Ces derniers brûlèrent et saccagèrent chaque habitation et chaque champs ; le village fut détruit. Sombre destin donc pour ce village.

### Chamabon et Mossonvillers
Chambabon ou "Campus Abonis", qui n'existe plus, se trouvait entre Écurcey et Autechaux-Roide. Sa première mention date de 1147 où, dans une charte Othon Ier de la Roche, Thiébaud de Rougemont et Pierre de la Salle (chambrier auprès du comte de Montbéliard), avec l'accord de Thierry II de Montbéliard, renoncent à leurs droits sur la terre de Chamabon au bénéfice de l'abbaye Notre-Dame de Belchamp.
C'est un hameau qui prend naissance au pied du fortin, élevé dès le temps des Romains sur une pointe saillante de la montagne au nord-est de Pont-de-Roide et qui porte le nom de "Tour de Chamabon" (lieu-dit côte de Chamabon) jusqu'au XVe siècle. Des habitations viennent occuper le terrain de façon certaine à partir du XIVe siècle où un dénombrement fourni par Thiébaud VII de Neuchâtel-Bourgogne dit qu'il y possède "dix maignies d'hommes de franche condition". Ce château est, avec ceux "de la Motte", de "Bélieu" (tous deux à Mandeure) et le "château-Julien" (près de Valentigney), une ligne de défense qui protègent la vallée en verrouillant l'entrée des gorges du Lomont d'une part et le bassin de Mandeure d'autre part.
En 1438 les écorcheurs fondent sur la région et livrent Chamabon aux flammes. Les habitants qui avaient fui vers les deux villages voisins y restèrent et ceux-ci feront un traité pour "le pâturage au finage de Chamabon" car les bois dits "de la cote de Chamabon" avaient une étendue considérable et regorgeaient de gibier, d'ailleurs en 1622 le duc de Montbéliard y tuait un ours et prenait un ourson vivant qui fut déposé dans un fond-de-fosse du château de Montbéliard qui depuis porte le nom de "fosse aux ours".
Mossonvillers était un hameau situé entre Écurcey, Roches-lès-Blamont et Chamabon, probablement détruit vers 1346-1347. Son nom désignait un lieu composé de plusieurs "meix" mainmortable (Moison, Mason, Mas, Meix désignant une métairie, une habitation rurale de condition serve et Villars signifiant village ou hameau). Son existence est avérée au XIIIe siècle par une charte concernant une transaction entre Renaud de Bourgogne, comte de Montbéliard, et Thiébaud IV de Neuchâtel-Bourgogne par laquelle ce dernier obtient "pour lui et ses sœurs la châtellenie de Blamont dont Mossonvillers fait partie".

## Politique et administration
| Période                                  | Période                      | Identité                                       | Étiquette | Qualité    |
| ---------------------------------------- | ---------------------------- | ---------------------------------------------- | --------- | ---------- |
| mars 2001                                | 2008                         | Gérard Bize                                    |           |            |
| mars 2008                                | démission le 17 juillet 2019 | Jean-Claude Mougin                             | PS        | Professeur |
| 2019                                     | En cours (au 1er juin 2020)  | André Dufresnes Réélu pour le mandat 2020-2026 |           |            |
| Les données manquantes sont à compléter. |                              |                                                |           |            |

## Démographie
L'évolution du nombre d'habitants est connue à travers les recensements de la population effectués dans la commune depuis 1793. Pour les communes de moins de 10 000 habitants, une enquête de recensement portant sur toute la population est réalisée tous les cinq ans, les populations de référence des années intermédiaires étant quant à elles estimées par interpolation ou extrapolation. Pour la commune, le premier recensement exhaustif entrant dans le cadre du nouveau dispositif a été réalisé en 2008.

En 2022, la commune comptait 266 habitants, en évolution de −1,48 % par rapport à 2016 (Doubs : +1,88 %, France hors Mayotte : +2,11 %).
| 1793 | 1800 | 1806 | 1821 | 1831 | 1836 | 1841 | 1846 | 1851 |
| ---- | ---- | ---- | ---- | ---- | ---- | ---- | ---- | ---- |
| 223  | 211  | 214  | 250  | 273  | 294  | 294  | 286  | 298  |

| 1856 | 1861 | 1866 | 1872 | 1876 | 1881 | 1886 | 1891 | 1896 |
| ---- | ---- | ---- | ---- | ---- | ---- | ---- | ---- | ---- |
| 257  | 265  | 254  | 218  | 213  | 204  | 224  | 204  | 181  |

| 1901 | 1906 | 1911 | 1921 | 1926 | 1931 | 1936 | 1946 | 1954 |
| ---- | ---- | ---- | ---- | ---- | ---- | ---- | ---- | ---- |
| 174  | 163  | 169  | 174  | 202  | 179  | 158  | 129  | 138  |

| 1962 | 1968 | 1975 | 1982 | 1990 | 1999 | 2006 | 2008 | 2013 |
| ---- | ---- | ---- | ---- | ---- | ---- | ---- | ---- | ---- |
| 206  | 205  | 263  | 277  | 289  | 287  | 282  | 281  | 277  |

| 2018 | 2022 | - | - | - | - | - | - | - |
| ---- | ---- | - | - | - | - | - | - | - |
| 265  | 266  | - | - | - | - | - | - | - |

L’essentiel des habitants sont des agriculteurs, qui se transmettent leur ferme et leurs terres de père en fils ; et de personnes amoureuses de la nature et des belles forets feuillues.

## Lieux et monuments
|  |  |

La tombe Guidot.

## Personnalités liées à la commune
- Léopold-Eberhard de Wurtemberg acheta la métairie du Grattery en 1714 pour en doter ses enfants adultérins, les Lespérance-Coligny[1].

Ce nom est dû aux plantes entourant la bâtisse. Les pousses serrées d’orties tout au long de l’année mettent en péril la plantation de légume, rendant ainsi la tâche complexe pour les fermiers.

## Sources